# Prowincja Hậu Giang
Hậu Giang wymowaⓘ – prowincja Wietnamu, znajdująca się w południowej części kraju, w Regionie Delty Mekongu.

## Podział administracyjny
W skład prowincji Hậu Giang wchodzi pięć dystryktów oraz dwa miasta.
- Miasta:

1. Ngã Bảy
2. Vị Thanh

- Dystrykty:

1. Châu Thành
2. Châu Thành A
3. Long Mỹ
4. Phụng Hiệp
5. Vị Thủy